# میگل آنخل (بازیکن فوتبال، زاده ۱۹۹۳)
میگل آنخل (انگلیسی: Miguel Ángel؛ زادهٔ ۶ ژانویهٔ ۱۹۹۳) بازیکن فوتبال اهل اسپانیا است که در حال حاضر برای باشگاه ورزشی آئوداچه چرینیولا بازی می‌کند.
از باشگاه‌هایی که در آن بازی کرده است می‌توان به باشگاه فوتبال فوجا و باشگاه فوتبال رجینا اشاره کرد.

## دوران باشگاهی

### سال‌های اولیه
میگل آنخل در سانتونیا، کانتابریا به دنیا آمد، میگل آنخل اولین قدم‌های خود را در زمین‌های فوتبال از ۵ سالگی در مدرسه فوتبال مروئلو آغاز کرد و سپس و در سال ۲۰۰۳، در سن ۱۰ سالگی به سیستم جوانان غول‌های محلی باشگاه فوتبال راسینگ سانتاندر پیوست.

### بارسلونا
با عدم تمایل برای تمدید قراردادش، در سال ۲۰۱۱، پس از درخشش در تیم جوانان کانتابریا، به باشگاه فوتبال بارسلونا منتقل شد و قراردادی به ارزش ۲۱۰٬۰۰۰ یورو امضا کرد و در تیم فوتبال جوانان بارسلونا آغاز به کار کرد.
در ۲۰ ژوئن ۲۰۱۲، میگل آنخل به تیم ذخیره بارسلونا، باشگاه فوتبال بارسلونا اتلتیک ارتقاء یافت،
او در رقابت‌های رسمی با باشگاه فوتبال بارسلونا بی، در ۱۳ اکتبر ۲۰۱۲ مقابل باشگاه فوتبال اسپورتینگ خیخون برای اولین بار به میدان رفت که در دقیقه ۸۸ به جای کیکو فمنیا وارد زمین شد و تیم آبی‌اناری‌ها با نتیجه ۳–۰ پیروز شد.

### رئال بتیس بی
در ژانویه ۲۰۱۳ توافقی بین باشگاه بارسلونا و باشگاه فوتبال رئال بتیس برای انتقال قرضی تا پایان فصل به تیم دوم بتیس صورت گرفت زیرا این هافبک در برنامه‌های ائوسبیو ساکریستان جایی نداشت و تنها در یک بازی، مقابل اسپورتینگ (تنها ۲ دقیقه) شرکت کرد. پس از یک فصل بد با وریدبلانک‌ها که تنها ۸ بازی انجام داد که فقط یک بازی به عنوان بازیکن اصلی بود، در نهایت تیم به دسته سوم فوتبال اسپانیا سقوط کرد و او دوباره به باشگاه فوتبال بارسلونا بی‌بازگشت.

### رجینا کالچو
در تابستان ۲۰۱۳، باشگاه بارسلونا با باشگاه فوتبال رجینا از دسته دوم فوتبال ایتالیا به توافق رسید و بدین ترتیب میگل آنخل به فوتبال ایتالیا پیوست و قراردادی به مدت سه فصل امضا کرد. در اولین فصل خود، او توانست بیشتر بازی کند و در ۱۴ سپتامبر ۲۰۱۳ برای اولین بار به میدان رفت و حتی در کوپا ایتالیا در فصل ۲۰۱۴–۲۰۱۳ نیز بازی کرد. با این حال، نتایج ضعیف باعث شد که تیم در رده دوم از انتها قرار گیرد و به دسته سوم سقوط کند.

### فوجا
پس از تنها یک فصل، او تصمیم به ترک باشگاه رجینا گرفت و به باشگاه فوتبال فوجا پیوست که به تازگی به سری سی صعود کرده بود.

### پوردنونه
در ۲۶ ژوئیه ۲۰۱۷، او به صورت قرضی به باشگاه فوتبال پوردنونه پیوست.

### پیزا
برای ادامه فصل ۲۰۱۸–۲۰۱۷، میگل آنخل به باشگاه فوتبال پیزا

### لنوزیو
در سال ۲۰۱۸ آنخل به باشگاه ورزشی لنوزیو پیوست و در مدت یک سال ۲۰ بازی در لیگ برای آن‌ها انجام داد.

### کاواسه
در ۳۱ ژانویه ۲۰۱۹، او قرارداد یک و نیم ساله‌ای با یک باشگاه دیگر سری سی، کاواسه امضا کرد. تنها سه روز بعد، در اولین بازی خود برای باشگاه فوتبال کاواسه ۱۹۱۹، به بازیکن عنوان تعویضی در برابر باشگاه قبلی‌اش باشگاه ورزشی لنوزیو وارد زمین شد و یک ضربه پنالتی سه امتیازی در پیروزی ۳–۲ به ثمر رساند.

### گوبیو
در ۲۲ اوت ۲۰۲۰ به گوبیو پیوست.

### آوداسه چریگونولا
در ۳ اوت ۲۰۲۲، به باشگاه ورزشی آئوداچه چرینیولا منتقل شد.